# Paraspadella legazpichessi
Paraspadella legazpichessi är en djurart som tillhör fylumet pilmaskar, och som först beskrevs av Alvarino 1981.  Paraspadella legazpichessi ingår i släktet Paraspadella och familjen Spadellidae. Inga underarter finns listade i Catalogue of Life.